# Route nationale 10 (Algérie)
Pour les articles homonymes, voir Route nationale 10.
La Route nationale 10 (RN10) est une route nationale algérienne reliant Ouled rahmoune dans la wilaya de Constantine à la frontière entre l'Algérie et la Tunisie.

## Historique
Elle est érigée en 1879.